# Alan Pardew
Alan Scott Pardew (ur. 18 lipca 1961 w Wimbledonie) – angielski trener piłkarski i piłkarz występujący na pozycji pomocnika.